# باشگاه فوتبال رنو
باشگاه فوتبال رنو یک تیم فوتبال از جامائیکا است که در ساوانا-لا-مار، پایتخت بخش وست مورلند، در غرب جامائیکا واقع شده است. ورزشگاه خانگی آن‌ها ورزشگاه فروم اسپورتس کلاب است که می‌تواند تا ۲۰۰۰ نفر را در خود جای دهد.